# Lista de parlamentares do Amazonas
Relacionamos a seguir a composição da bancada do Amazonas no Congresso Nacional após o fim do Estado Novo em 1945 conforme os arquivos do Senado Federal, Câmara dos Deputados e do Tribunal Superior Eleitoral, com a ressalva que mandatos exercidos via suplência serão citados apenas mediante morte, impedimento ou renúncia dos titulares ou nas hipóteses previstas no Art. 56 – I da Constituição.

## Organização das listas
Na confecção das tabelas a seguir foi observada a grafia do nome parlamentar adotado por cada um dos representantes do estado no Congresso Nacional, e quanto à ordem dos parlamentares foi observado o critério do número de mandatos e caso estes coincidam será observado o primeiro ano em que cada parlamentar foi eleito e, havendo nova coincidência, usa-se a ordem alfabética.

## Relação dos senadores eleitos
| Senadores eleitos       | Naturalidade                | Mandatos | Ano da eleição | Notas                   | Referências   |
| ----------------------- | --------------------------- | -------- | -------------- | ----------------------- | ------------- |
| Álvaro Maia             | Humaitá, AM                 | 02       | 1945, 1966     | [ nota 2 ] [ nota 3 ]   |               |
| Vivaldo Lima Filho      | Manaus, AM                  | 02       | 1950, 1958     |                         |               |
| Mourão Vieira           | Manaus, AM                  | 02       | 1954, 1962     | [ nota 4 ]              |               |
| Fábio Lucena            | Manaus, AM                  | 02       | 1982, 1986     | [ nota 5 ]              |               |
| Jefferson Peres         | Manaus, AM                  | 02       | 1994, 2002     | [ nota 6 ]              |               |
| Eduardo Braga           | Belém, PA                   | 02       | 2010, 2018     |                         |               |
| Omar Aziz               | São Paulo, SP               | 02       | 2014, 2022     |                         |               |
| Valdemar Pedrosa        | Manaus, AM                  | 01       | 1945           | [ nota 7 ]              |               |
| Severiano Nunes         | Manaus, AM                  | 01       | 1947           |                         |               |
| Cunha Melo              | Cabo de Santo Agostinho, PE | 01       | 1954           |                         |               |
| Artur Virgílio Filho    | Manaus, AM                  | 01       | 1962           | [ nota 8 ]              | [ 5 ]         |
| José Esteves            | Maués, AM                   | 01       | 1970           | [ nota 9 ]              |               |
| José Lindoso            | Manicoré, AM                | 01       | 1970           |                         |               |
| Evandro Carreira        | Manaus, AM                  | 01       | 1974           |                         | [ 6 ]         |
| João Bosco de Lima      | Manaus, AM                  | 01       | 1978           | [ nota 10 ] [ nota 11 ] | [ 7 ] [ 8 ]   |
| Raimundo Parente        | Manaus, AM                  | 01       | 1978           | [ nota 12 ]             |               |
| Carlos Alberto de Carli | Campinas, SP                | 01       | 1986           |                         |               |
| Amazonino Mendes        | Eirunepé, AM                | 01       | 1990           | [ nota 13 ]             | [ 9 ]         |
| Bernardo Cabral         | Manaus, AM                  | 01       | 1994           |                         | [ 10 ]        |
| Gilberto Mestrinho      | Manaus, AM                  | 01       | 1998           | [ nota 14 ]             | [ 11 ] [ 12 ] |
| Arthur Virgílio Neto    | Manaus, AM                  | 01       | 2002           |                         |               |
| Alfredo Nascimento      | Martins, RN                 | 01       | 2006           | [ nota 15 ]             |               |
| Vanessa Grazziotin      | Videira, SC                 | 01       | 2010           |                         |               |
| Plínio Valério          | Juruá, AM                   | 01       | 2018           |                         |               |
| Fontes:                 |                             |          |                |                         |               |

## Relação dos deputados federais eleitos
| Deputados federais eleitos | Naturalidade                | Mandatos | Ano da eleição                                       | Notas                   | Referências  |
| -------------------------- | --------------------------- | -------- | ---------------------------------------------------- | ----------------------- | ------------ |
| Átila Lins                 | Fonte Boa, AM               | 09       | 1990, 1994, 1998, 2002, 2006, 2010, 2014, 2018, 2022 |                         | [ 13 ]       |
| Silas Câmara               | Rio Branco, AC              | 07       | 1998, 2002, 2006, 2010, 2014, 2018, 2022             |                         |              |
| Pauderney Avelino          | Eirunepé, AM                | 06       | 1990, 1994, 1998, 2002, 2010, 2014                   |                         |              |
| Pereira da Silva           | Macau, RN                   | 04       | 1945, 1950, 1954, 1958                               |                         |              |
| Joel Ferreira              | Manaus, AM                  | 04       | 1966, 1970, 1974, 1978                               |                         |              |
| Josué de Souza             | Itajaí, SC                  | 03       | 1954, 1978, 1982                                     |                         |              |
| Leopoldo Peres             | Manaus, AM                  | 03       | 1962, 1966, 1970                                     |                         | [ 14 ]       |
| Mário Frota                | Granja, CE                  | 03       | 1974, 1978, 1982                                     |                         |              |
| José Fernandes             | Careiro, AM                 | 03       | 1978, 1982, 1986                                     |                         | [ 15 ]       |
| Artur Virgílio Neto        | Manaus, AM                  | 03       | 1982, 1994, 1998                                     |                         |              |
| Vanessa Grazziotin         | Videira, SC                 | 03       | 1998, 2002, 2006                                     |                         |              |
| Carlos Souza               | Manaus, AM                  | 03       | 2002, 2006, 2010                                     |                         |              |
| Antônio Maia               | Humaitá, AM                 | 02       | 1950, 1954                                           |                         |              |
| Jaime Araújo               | Manaus, AM                  | 02       | 1950, 1958                                           |                         |              |
| Antunes de Oliveira        | Santa Maria da Vitória, BA  | 02       | 1954, 1974                                           |                         |              |
| Almino Afonso              | Humaitá, AM                 | 02       | 1958, 1962                                           | .                       | [ 16 ]       |
| João Veiga                 | Recife, PE                  | 02       | 1958, 1962                                           |                         |              |
| Abraão Sabbá               | Belém, PA                   | 02       | 1962, 1966                                           |                         |              |
| José Esteves               | Maués, AM                   | 02       | 1962, 1966                                           |                         |              |
| Bernardo Cabral            | Manaus, AM                  | 02       | 1966, 1986                                           | [ nota 8 ]              | [ 5 ] [ 10 ] |
| Raimundo Parente           | Manaus, AM                  | 02       | 1966, 1974                                           | [ nota 18 ]             |              |
| Rafael Faraco              | Maués, AM                   | 02       | 1970, 1974                                           | [ nota 18 ]             |              |
| Vivaldo Frota              | Boca do Acre, AM            | 02       | 1978, 1982                                           |                         | [ 17 ]       |
| Beth Azize                 | Manacapuru, AM              | 02       | 1986, 1990                                           |                         |              |
| Ézio Ferreira              | Benjamin Constant, AM       | 02       | 1986, 1990                                           |                         | [ 18 ]       |
| José Dutra                 | Barreirinha, AM             | 02       | 1986, 1990                                           |                         | [ 19 ]       |
| Euler Ribeiro              | Itacoatiara, AM             | 02       | 1990, 1994                                           |                         |              |
| José Melo                  | Ipixuna, AM                 | 02       | 1994, 1998                                           |                         |              |
| Luiz Fernando Nicolau      | Paraíba do Sul, RJ          | 02       | 1994, 1998                                           |                         |              |
| Francisco Garcia           | Manaus, AM                  | 02       | 1998, 2002                                           |                         |              |
| Francisco Praciano         | Itapipoca, CE               | 02       | 2006, 2010                                           |                         |              |
| Rebeca Garcia              | Manaus, AM                  | 02       | 2006, 2010                                           |                         |              |
| Sabino Castelo Branco      | Manaus, AM                  | 02       | 2006, 2010                                           |                         |              |
| Alberto Neto               | Fortaleza, CE               | 02       | 2018, 2022                                           |                         |              |
| Sidney Leite               | Manaus, AM                  | 02       | 2018, 2022                                           |                         |              |
| Cosme Ferreira             | Fortaleza, CE               | 01       | 1945                                                 |                         |              |
| Leopoldo Neves             | Manaus, AM                  | 01       | 1945                                                 |                         |              |
| Leopoldo Peres             | Cabo de Santo Agostinho, PE | 01       | 1945                                                 |                         |              |
| Severiano Nunes            | Manaus, AM                  | 01       | 1945                                                 |                         |              |
| Mourão Vieira              | Manaus, AM                  | 01       | 1947                                                 | [ nota 19 ]             | [ 20 ]       |
| Vivaldo Lima               | Cachoeira, BA               | 01       | 1947                                                 | [ nota 19 ] [ nota 20 ] | [ 20 ]       |
| André Araújo               | Goiana, PE                  | 01       | 1950                                                 |                         |              |
| Paulo Nery                 | Manaus, AM                  | 01       | 1950                                                 |                         |              |
| Plínio Coelho              | Humaitá, AM                 | 01       | 1950                                                 |                         |              |
| Rui Araújo                 | Recife, PE                  | 01       | 1950                                                 |                         |              |
| Áureo Melo                 | Porto Velho, RO             | 01       | 1954                                                 |                         |              |
| Manuel Barbuda             | Manaus, AM                  | 01       | 1954                                                 |                         |              |
| Riça Júnior                | Manaus, AM                  | 01       | 1954                                                 |                         |              |
| Adalberto Vale             | Belém, PA                   | 01       | 1958                                                 |                         |              |
| Artur Virgílio Filho       | Manaus, AM                  | 01       | 1958                                                 |                         |              |
| Wilson Calmon              | Colatina, ES                | 01       | 1958                                                 |                         |              |
| Djalma Passos              | Porto Acre, AC              | 01       | 1962                                                 |                         |              |
| Paulo Coelho               | Humaitá, AM                 | 01       | 1962                                                 |                         |              |
| José Lindoso               | Manicoré, AM                | 01       | 1966                                                 |                         |              |
| Vinícius Câmara            | Manaus, AM                  | 01       | 1970                                                 |                         |              |
| Mário Haddad               | Manaus, AM                  | 01       | 1978                                                 |                         |              |
| Carlos Alberto de Carli    | Campinas, SP                | 01       | 1982                                                 |                         |              |
| José Lins                  | Fonte Boa, AM               | 01       | 1982                                                 | [ nota 21 ]             |              |
| Randolfo Bittencourt       | Manaus, AM                  | 01       | 1982                                                 |                         |              |
| Carrel Benevides           | Manaus, AM                  | 01       | 1986                                                 |                         |              |
| Eunice Michiles            | São Paulo, SP               | 01       | 1986                                                 | [ nota 11 ]             | [ 8 ]        |
| Sadie Hauache              | Itacoatiara, AM             | 01       | 1986                                                 |                         |              |
| Eduardo Braga              | Belém, PA                   | 01       | 1990                                                 | [ nota 13 ]             |              |
| Ricardo Moraes             | Manicoré, AM                | 01       | 1990                                                 |                         |              |
| Alzira Ewerton             | Guajará-Mirim, RO           | 01       | 1994                                                 |                         |              |
| João Thomé Mestrinho       | Manaus, AM                  | 01       | 1994                                                 |                         |              |
| Humberto Michiles          | São Paulo, SP               | 01       | 2002                                                 |                         |              |
| Lupércio Ramos             | Tonantins, AM               | 01       | 2002                                                 |                         |              |
| Marcelo Serafim            | Manaus, AM                  | 01       | 2006                                                 |                         |              |
| Henrique Oliveira          | Florianópolis, SC           | 01       | 2010                                                 |                         |              |
| Alfredo Nascimento         | Martins, RN                 | 01       | 2014                                                 |                         |              |
| Arthur Virgílio Bisneto    | Brasília, DF                | 01       | 2014                                                 |                         | [ 21 ]       |
| Conceição Sampaio          | Alenquer, PA                | 01       | 2014                                                 |                         |              |
| Hissa Abrahão              | Manaus, AM                  | 01       | 2014                                                 |                         |              |
| Marcos Rotta               | Cianorte, PR                | 01       | 2014                                                 |                         |              |
| Bosco Saraiva              | Manaus, AM                  | 01       | 2018                                                 |                         |              |
| José Ricardo Wendling      | Montenegro, RS              | 01       | 2018                                                 |                         |              |
| Marcelo Ramos              | Manaus, AM                  | 01       | 2018                                                 |                         |              |
| Pablo Oliva                | Manaus, AM                  | 01       | 2018                                                 |                         |              |
| Adail Filho                | Manaus, AM                  | 01       | 2022                                                 |                         |              |
| Amom Mandel                | Recife, PE                  | 01       | 2022                                                 |                         |              |
| Fausto Junior              | Manaus, AM                  | 01       | 2022                                                 |                         |              |
| Saullo Vianna              | Manaus, AM                  | 01       | 2022                                                 |                         |              |
| Fontes:                    |                             |          |                                                      |                         |              |

## Mandatos nas duas casas
Foram eleitos para mandatos alternados de senador e deputado federal pelo Amazonas os seguintes políticos: Alfredo Nascimento, Artur Virgílio Filho, Arthur Virgílio Neto, Bernardo Cabral, Carlos Alberto de Carli, Eduardo Braga, José Esteves, José Lindoso, Mourão Vieira, Raimundo Parente, Severiano Nunes e Vanessa Grazziotin. Quanto a Gilberto Mestrinho ele foi eleito  deputado federal por Roraima em 1962 e senador pelo Amazonas em 1998.

## Origem dos parlamentares do estado
| Origem  | Senadores | Percentual |
| ------- | --------- | ---------- |
| AM      | 18        | 75%        |
| SP      | 02        | 8,33%      |
| PA      | 01        | 4,16%      |
| PE      | 01        | 4,16%      |
| RN      | 01        | 4,16%      |
| SC      | 01        | 4,16%      |
| Total   | 24        | 99,97%     |
| Fontes: |           |            |

| Origem  | Deputados | Percentual |
| ------- | --------- | ---------- |
| AM      | 51        | 61,45%     |
| PE      | 05        | 6,03%      |
| CE      | 04        | 4,82%      |
| PA      | 04        | 4,82%      |
| SC      | 03        | 3,62%      |
| SP      | 03        | 3,62%      |
| AC      | 02        | 2,41%      |
| BA      | 02        | 2,41%      |
| RN      | 02        | 2,41%      |
| RO      | 02        | 2,41%      |
| DF      | 01        | 1,20%      |
| ES      | 01        | 1,20%      |
| PR      | 01        | 1,20%      |
| RJ      | 01        | 1,20%      |
| RS      | 01        | 1,20%      |
| Total   | 83        | 100%       |
| Fontes: |           |            |